# Heterochaenia fragrans
Heterochaenia fragrans là loài thực vật có hoa trong họ Hoa chuông. Loài này được H.Thomas, Félicité & Adolphe mô tả khoa học đầu tiên năm 2008.